# Jan Pietersz Zomer
Jan Pietersz Zomer, J. P. Zoomer ou Jan Pietersz Somer (Amsterdam, 1641 - 1724) est un graveur, dessinateur, peintre, marchand d'art et collectionneur néerlandais.

## Biographie
Jan Pietersz Zomer est né à Amsterdam le 10 mars 1641.
Selon Arnold Houbraken, il a été l'élève de Pieter Jansz (en) et aurait voulu écrire sa biographie, mais n'a pu achever le troisième volume avant sa mort.
Il se marie le 3 avril 1665 avec Jannetie Alberts.
Zomer est un marchand d'art, ce qui lui permet de connaître de nombreux artistes en personne, faisant des affaires avec eux. Houbraken le mentionne ainsi dans plusieurs biographies de son ouvrage : Zomer a été témoin de plusieurs événements malheureux, comme la difficile fin de vie de Matthias Withoos ou la veille de la mort de Willem Kalf, ou en évoquant ses collègues, comme Nicolaes Berchem, qui aimait collectionner des estampes et avait dépensé 60 florins pour une gravure de Raphaël. L'estampe de Rembrandt La Pièce aux cent florins porte ce nom parce que c'est le prix qu'aurait valu un ensemble d'œuvres du maître italien Marcantonio Raimondi en la possession de Zomer pour lequel Rembrandt aurait échangé son estampe, ce qui représente un prix extrêmement élevé pour une estampe à cette époque.
En tant qu'artiste, Zomer est connu pour ses portraits, ses dessins d'études, et en plus d'avoir réalisé des gravures d'estampes et des huiles sur toile, il a également produit des gravures sur verre.
Jan Pietersz Zomer meurt à Amsterdam le 18 mai 1724.